# Echt lepelblad
Echt lepelblad (Cochlearia officinalis) is een plant uit de kruisbloemenfamilie (Brassicaceae). De plant komt voor in moerassen en in brak water. Echt lepelblad staat op de Nederlandse Rode Lijst van planten als vrij zeldzaam en matig afgenomen. Hij komt onder meer voor in Noord-Holland, het Verdronken Land van Saeftinghe, om het IJsselmeer en op de Zuid-Hollandse eilanden en Waddeneilanden. In andere gebieden zijn ze zeldzaam. De hoogte is circa 50 cm. De plant werd ooit door zeelui als bron van vitamine C gebruikt. Echt lepelblad lijkt veel op Engels lepelblad (Cochlearia officinalis subsp. anglica) maar verschilt van deze door de vorm van de voet van de wortelbladeren, een breder tussenschot in het hauwtje en kleinere bloemen. De bladeren zijn glanzend groen. De wortelbladen zijn nier- of hartvormig en gesteeld. De bovenste omvatten de stengel en zijn elliptisch of driehoekig van vorm. Alle bladeren zijn vlezig.
Echt lepelblad heeft witte, geurige bloemen. In zeldzame gevallen zijn de bloemen roze. De kroonbladen zijn meestal 4 tot 5,5 mm lang. De plant bloeit in groepjes van veel bloempjes bijeen, van april tot juni.
De vrucht is een bol- of eivormig hauwtje met vlezige kleppen. Het vliezige tussenschot is anderhalf tot drie maal zo lang als breed en is zonder de snavel 3-7 mm lang.

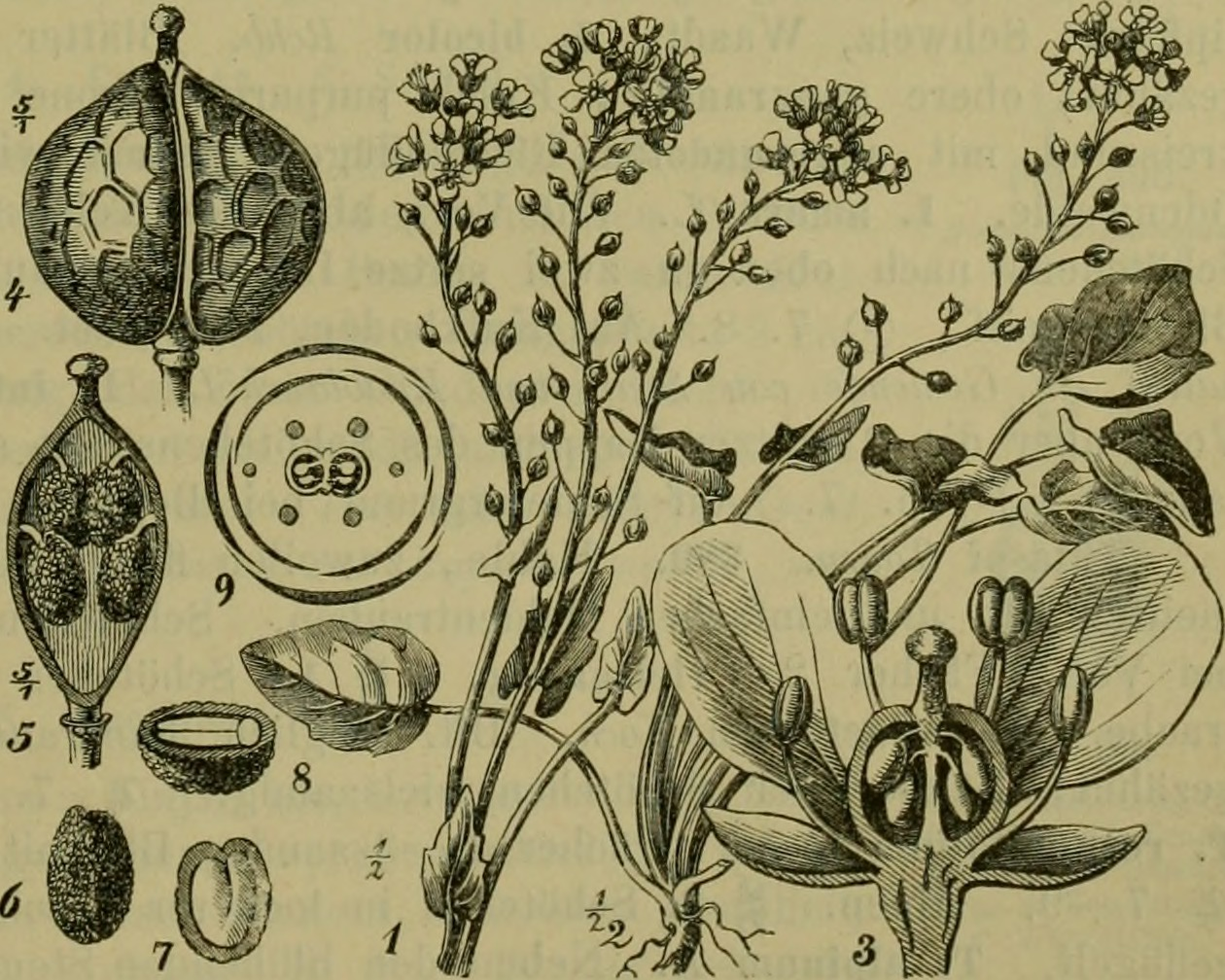
Illustratie